# Bebryce grandicalyx
Bebryce grandicalyx is een zachte koraalsoort uit de familie Plexauridae. De koraalsoort komt uit het geslacht Bebryce. Bebryce grandicalyx werd in 1924 voor het eerst wetenschappelijk beschreven door Kükenthal. 